# Földtoló galambgomba
A földtoló galambgomba (Russula delica) az Agaricomycetes osztályának galambgomba-alkatúak (Russulales) rendjébe, ezen belül a galambgombafélék (Russulaceae) családjába tartozó, ehető faj. Nevezik színe miatt még nagy fehér galambgombának is.

## Megjelenése
Nagyra növő gomba, egyaránt terem lomb- és fenyőerdőben, nyáron, vagy kora ősszel. Nevét onnan kapta, hogy kalapja rendszerint még a föld alatt kinyílik és ahogy nő, magával tolja az avart és a földet, amiért kalapja rendszerint földes, piszkos. A nagyobb termetű példányok kalapja is gyakran szorosan a talajhoz lapul, ezért szinte kiásni kell a földből, ha le akarjuk szedni.
A kalap színe fehér, gyakran sárgás árnyalattal. Bemélyedő, esős időben ragadós. A kalap pereme olykor begöngyölt. Jellemző átmérője 6 – 10 cm. Lemezei fehérek, kissé lefutóan ízesülnek a tönkkel, az ízesülés helyén türkizkék sáv figyelhető meg.
A tönk rövid, oszlopszerű, tömör, fehér színű. Magassága 3– 5 cm.

## Összetéveszthetősége
Könnyen össze lehet téveszteni a szintén ehető fehértejű keserűgombával (Lactarius piperatus) és a rossz ízű pelyhes keserűgombával (Lactarius vellereus). Ezek azonban nyersen égetően csípős ízűek; húsuk megtörve zöld, vagy fehér tejnedvet enged magából.

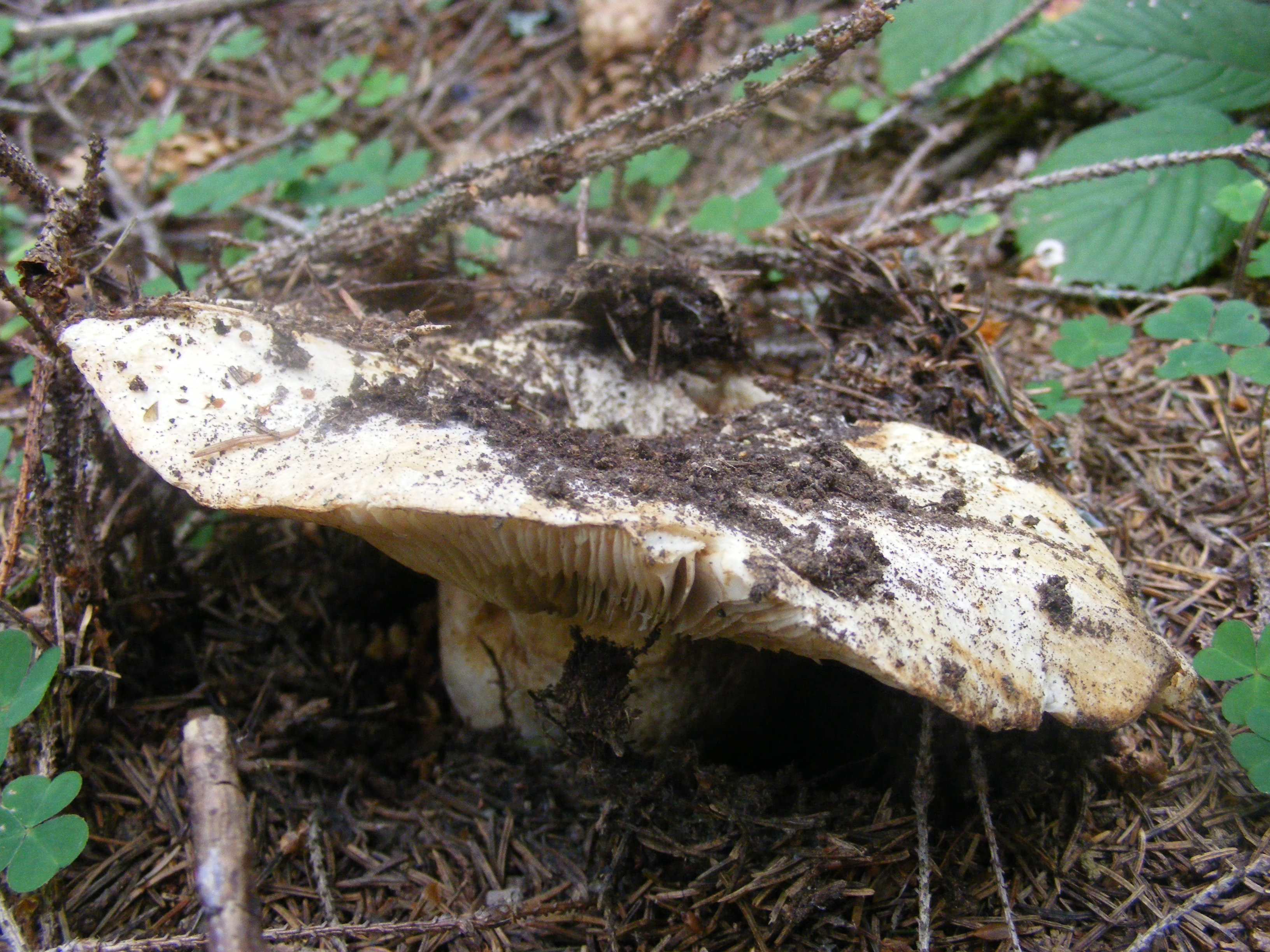
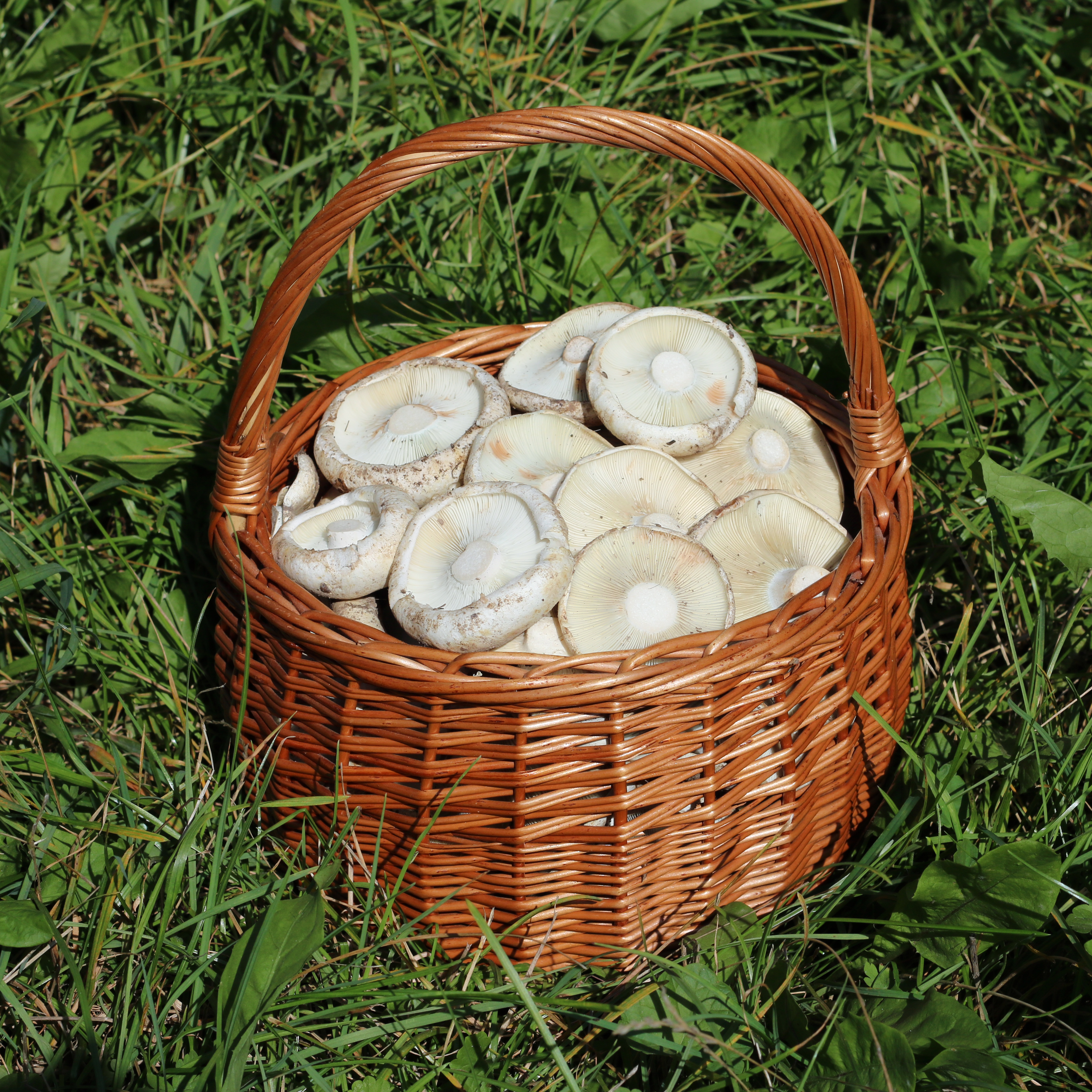